# Agrostis mertensii
Espèce
Agrostis mertensii est une espèce de plantes à fleurs du genre Agrostis appartenant à la famille des Poaceae. C'est un chiendent que l'on trouve dans les régions arctiques et à l'étage subalpin de certaines montagnes d'Amérique du Nord.

## Taxonomie
Histoire
Cette espèce, collectée pendant l'expédition Lütke (1826-1829) par Karl Heinrich Mertens à qui elle doit son nom, est d'abord rangée en 1836 comme sous-espèce de l'espèce décrite par Linné, Agrostis canina, sous le nom d'agrostis canina subsp. mertensii par Carl Bernhard von Trinius (1778-1844), puis elle est reconnue comme espèce à part entière par Otto Kuntze en 1898.
Synonymes
- Agrostis bakeri Rydb.
- Agrostis borealis Hartman
- Agrostis borealis var. americana (Scribn.) Fern.
- Agrostis borealis var. paludosa (Scribn.) Fern.
- Agrostis canina var. mertensii (Trin.) Kuntze
- Agrostis idahoensis var. bakeri (Rydb.) W.A.Weber
- Agrostis laxiflora Poir. var. mertensii (Trin.) Griseb.
- Agrostis mertensii borealis (Hartman) Tzvelev
- Agrostis rupestris auct. non All.